# Conseil départemental de l'environnement et des risques sanitaires et technologiques
En France, le conseil départemental de l’environnement et des risques sanitaires et technologiques (CODERST) est une des « commissions administratives à caractère consultatif » qui est prévue par le code de la santé publique. Depuis le 1er juillet 2006, il remplace le conseil départemental d’hygiène. 
Il produit des avis, dans les cas prévus par la loi et la réglementation, sur les projets d’actes réglementaires et individuels en matière d’installations classées, de déchets, de protection de la qualité de l'air et de l’atmosphère, de polices de l’eau et des milieux aquatiques, de polices administratives spéciales liées à l’eau, d’eaux destinées à la consommation humaine et d’eaux minérales naturelles, de piscines et de baignades, de risques sanitaires liés à l’habitat et de démoustication.

## Historique

### Moléon, le précurseur
L'origine de cette institution remonte au travail de lobbyisme effectué par Jean-Gabriel-Victor de Moléon dans la première moitié du XIXe siècle. Moléon, polytechnicien de la promotion de 1801 (an X), s'attache à éditer les travaux des différents conseils et sociétés des pouvoirs publics - dont les rapports du Conseil d'hygiène de Paris. Usant de ses relations de Polytechnique auprès du ministre du Commerce, lui aussi un ancien de Polytechnique, il fait généraliser cette institution à tous les départements qui pourraient alors s'abonner à sa publication. Cette influence participe à  l'avènement du décret du 18 décembre 1848 instituant des conseils d'hygiène dans toutes les préfectures et les sous-préfectures.

### Évolution des conseils d'hygiène
Ces conseils d'hygiène sont remplacés en 2006 par les conseils départementaux de l’environnement et des risques sanitaires et technologiques.

## Compétence
Ce conseil est compétent pour les domaines de l’environnement et des risques sanitaires et technologiques, à échelle départementale ou interdépartementale. Il concourt, sous l’autorité du Préfet à élaborer et mettre en œuvre et suivre les politiques publiques dans ses domaines de compétence.
Ses membres sont nommés par le préfet du département pour trois ans (mandat renouvelable). 
Le secrétariat est assuré par l'ARS (Agence Régionale de la Santé)

## Composition
Elle est fixée par décret , comme suit :
Le préfet (Président)
- 7 représentants des services de l’État ;
- 5 représentants des collectivités territoriales ;
- 9 personnes réparties à parts égales entre :
  - des représentants d'Association de consommateurs (agréée), de pêche et de protection de l'environnement ;
  - des personnes ayant une activité professionnelle dans les domaines de compétence de la commission
  - des experts dans ces domaines ;
- 4 personnalités qualifiées, dont au moins un médecin.

## Formation restreinte
À certaines conditions, le conseil peut se réunir en formation restreinte (avec au moins un représentant des catégories énumérées ci-dessus).

## Commission spécialisée
Elles répondent aux questions concernant les déclarations d’insalubrité avec, sous la présidence du préfet : 
- 3 représentants des services de l’État ;
- 2 représentants des collectivités territoriales ;
- 3 représentants d’associations et d’organismes, dont un représentant d’associations d’usagers et un représentant de la profession du bâtiment ;
- 2 personnalités qualifiées (dont un médecin au moins)